# Euglossa melanotricha
Euglossa melanotricha är en biart som beskrevs av Jesus Santiago Moure 1967. Euglossa melanotricha ingår i släktet Euglossa, och familjen långtungebin. Inga underarter finns listade.

## Beskrivning
Euglossa melanotricha är ett medelstort, metalliskt grönaktigt bi med en kroppslängd omkring 13 mm.

## Ekologi
Arten lever framför allt på öppna områden av savanntyp. Den kan också, sällsynt, påträffas i låglänta områden och täta bergsskogar.
Arten är ett av de orkidébin som har ett primitivt socialt system. Hos Euglossa melanotricha lever flera honor i samma bo; en av honorna är dominant och står för nästan hela reproduktionen. Hon avlägsnar (förstör eller äter upp) de flesta av de andra honornas ägg. Den dominanta honan vaktar dessutom boet och lämnar det sällan. De andra bina (hennes döttrar och yngre systrar) får stå för skötsel av boet samt insamling av föda och kåda (som används för uppbyggnad och reparation av boet). Av avkomman lämnar alla hanarna och de flesta honorna boet. Några honor stannar emellertid kvar och hjälper till med skötseln av sin moders nya avkomma. Hanarna, å sin sida, är även de sällskapliga och bildar egna, lösare flockar, som ofta etablerar sig under lång tid bland bladen i ormbunkssnår som de använder som sovplatser.

## Utbredning
Arten är ett sydamerikanskt bi, som har påträffats i Bolivia och Brasilien.